# Boerenbridge
Boerenbridge, in Vlaanderen ook wel bekend als Chinees poepen, is een kaartspel. Het is ook onder andere namen bekend. Ondanks de naam is het spel slechts in de verte verwant aan het eigenlijke bridge.

## Basisregels

### Spelverloop
Het doel van het spel is te voorspellen hoeveel slagen men in een bepaalde spelronde kan behalen. Elke spelronde begint met het uitdelen van een gegeven hoeveelheid kaarten aan iedere speler. Iedere speler geeft aan hoeveel slagen hij of zij denkt te gaan winnen, te beginnen bij de speler links van de deler. De hoogste bieder bepaalt de troef. 
Wanneer het aantal uitgedeelde kaarten per persoon hoger is dan drie, mag de persoon die als laatst moet zeggen hoeveel slagen hij haalt (de gever) niet het aantal slagen zeggen die de som zou doen uitkomen (Voorbeeld: in ronde 7 krijgt ieder 7 kaarten. Speler 1 zegt dat hij geen slagen haalt, speler 2 zegt drie slagen en speler 3 zegt twee slagen. Speler 4, die laatst zit, mag dus niet zeggen dat hij twee slagen gaat halen, want 0+3+2+2=7).
In de eerste spelronde wordt er één kaart uitgedeeld aan iedere speler. In de tweede ronde worden twee kaarten uitgedeeld aan iedere speler, in de derde spelronde drie, enzovoort. Deze accumulatie van kaarten in de hand gaat door totdat er net voldoende kaarten zijn om het spel te laten doorgaan (bijvoorbeeld met vijf spelers is het maximaal aantal uitgedeelde kaarten per speler gelijk aan 10). Na de spelronde met het maximale aantal kaarten wordt er in de volgende spelronden terug afgebouwd, tot de laatste ronde met één kaart per speler. De speler met het hoogste aantal punten na de laatste ronde wint het spel.

### Slagverloop
Doorgaans is de spelrichting met de wijzers van de klok mee (zie speciale regels voor een variant). Een speler is verplicht kleur te bekennen, maar niet verplicht om een troef te spelen als hij de gevraagde kleur niet heeft.

### Puntentelling
- 10 punten voor een juiste voorspelling, dus ook als de speler voorspeld heeft dat hij geen slag zal winnen.
- Indien voorspelling juist: 2 extra punten voor iedere gewonnen slag. Was de voorspelling dat de speler twee slagen zou winnen en dit lukt, dan verdient de speler 14 punten.
- Indien voorspelling onjuist: -2 voor ieder verschil tussen voorspelling en uitkomst. Dus was de voorspelling dat de speler drie slagen zou winnen en hij heeft er vier, dan heb je -2 punten. Was de voorspelling dat de speler nul slagen zou winnen, en heeft hij vier slagen gewonnen, dan heeft hij -8 punten.
- Elke inbreuk tegen het spelreglement alsook vals spelen kan leiden tot één of meerdere punten aftrek. Een speciaal geval is het misdelen. Wanneer de misdeel wordt opgemerkt voor de spelronde daadwerkelijk start, wordt de deler bestraft met één punt aftrek. Indien de misdeel pas opgemerkt wordt tijdens de spelronde, dan volgt een bestraffing van -10, te dragen door de schuldigen, in casu de deler, die -5 krijgt en de eventuele andere schuldige (bijvoorbeeld een speler met een incorrect aantal kaarten; die had zijn aantal kaarten moeten natellen), die ook -5 krijgt. Het toekennen van strafpunten is de taak van de scriptor, die naar eer en geweten strafpunten toekent en daarbij buiten discussie staat voor de volledige duur van het spel, teneinde een ordelijk verloop van het spel te waarborgen.

## Varianten

### Boerenbridge
De spelregels van boerenbridge zijn grotendeels gelijk aan die van Chinees poepen. De verschillen zijn:
- Een extra tussenronde: Na de 10e ronde volgt er bij boerenbridge nog een ronde met 10 kaarten zonder troef. Daarna volgt nogmaals een ronde met 10 kaarten maar dan weer met troef. Vervolgens wordt afgeteld naar 1 kaart.
- Een open- of sluitronde: De twee rondes met 1 kaart worden op een speciale manier gespeeld waarbij iedere speler zijn kaart voor zich houdt met de afbeelding van zich weg, zodat een speler alle kaarten kan zien, maar niet zijn eigen kaart.
- De puntentelling: Elke goed of fout voorspelde slag levert of kost 3 punten in plaats van 2 punten bij Chinees poepen. Bij de Zaanse variant is elke slag, goed of fout, 5 punten waard.

### Luciferen
In Zuidoost-Brabant speelt men boerenbridge met lucifers. Iedere speler heeft zo'n 8 lucifers verborgen. Nadat de kaarten zijn gedeeld, neemt iedere speler voor elke slag die hij denkt te halen een lucifer in zijn hand. Er wordt afgeteld van 3 naar 1, en bij 1 laat elke speler het aantal lucifers in zijn hand op tafel vallen. Zo wordt duidelijk gemaakt hoeveel slagen iedereen denkt te halen. Het is daar dus wel mogelijk dat het aantal lucifers ook precies overeenkomt met het aantal slagen dat gehaald kan worden. Het gebruik van lucifers heeft in Zuidoost-Brabant ervoor gezorgd dat het spel daar vaak luciferen wordt genoemd. Deze vorm van boerenbridge wordt, met aangepaste puntentelling, ook wel de Zaanse variant genoemd.
Een ander verschil met boerenbridge is dat luciferen vaak maar tot 8 slagen wordt gespeeld in plaats van tot 13 slagen.

### Wizard
Een variant op dit spel is Wizard. Bij Wizard zitten er behalve vier jokers (aangeduid met een "J") ook vier wizards (aangeduid met een "W") in het spel. Zowel de joker als de wizard heeft een speciale rol in de variant. 
Wanneer een deelnemer de slag per se wil winnen, maar zijn hoogste troef kan niet over de hoogste troef heen die op dat moment al op tafel ligt, kan hij (als hij die heeft) de wizard uitspelen. De wizard staat in waarde namelijk boven de troeven. In dit geval is een troefaas dus niet zeker een winnende slag. Een met een wizard overtroefde slag is dit wel. Mocht er na het spelen van een wizard in dezelfde slag nog een wizard gegooid worden, dan zal deze niet winnen. Dit kan handig zijn wanneer je geen slagen meer wilt winnen, maar nog een wizard hebt.
De rol van de joker kan ook zeer interessant zijn. De waarde van de joker is namelijk 0. 0 kan uitgespeeld worden wanneer een deelnemer de slag dient te beginnen en niet weet welke kaart te spelen. Ook kan de joker gebruikt worden wanneer een andere deelnemer een kleur gespeeld heeft, waarvan de jokerbezitter wel een kaart bezit, maar niet mee wil gaan in de betreffende slag. De joker zorgt er in dat geval voor dat de slag bij de huidige winnaar van de slag blijft liggen.
De enige mogelijkheid dat een joker een slag kan winnen is wanneer een joker wordt voorgespeeld en wanneer er maximaal met 4 spelers gespeeld wordt. Wanneer drie jokers worden gespeeld, dan is de slag vrijwel zeker voor de vierde speler. Maar als de vierde speler de vierde en laatste joker bezit en uitspeelt, dan is de cirkel rond en is deelnemer 1 degene die de slag wint.
Bij Wizard gaat men afhankelijk van de hoeveelheid deelnemers door totdat iedereen 13 kaarten in zijn/haar hand heeft. 